# Centrale nucleare di Haixing
La centrale nucleare di Haixing è una futura centrale nucleare cinese situata nella provincia di Hebei. La centrale sarà equipaggiata con 2 reattori AP1000.